# Zhoř u Mladé Vožice
Zhoř u Mladé Vožice (německy Shorsch) je obec v okrese Tábor v Jihočeském kraji. Žije v ní 108 obyvatel.

## Historie
První písemná zmínka o obci pochází z roku 1357.

## Obyvatelstvo
| Rok            | 1869 | 1880 | 1890 | 1900 | 1910 | 1921 | 1930 | 1950 | 1961 | 1970 | 1980 | 1991 | 2001 | 2011 | 2021 |
| -------------- | ---- | ---- | ---- | ---- | ---- | ---- | ---- | ---- | ---- | ---- | ---- | ---- | ---- | ---- | ---- |
| Počet obyvatel | 238  | 224  | 205  | 194  | 216  | 204  | 193  | 143  | 145  | 116  | 94   | 89   | 90   | 99   | 103  |
| Počet domů     | 34   | 35   | 35   | 35   | 36   | 37   | 38   | 38   | 36   | 32   | 27   | 40   | 44   | 47   | 48   |

## Obecní správa
V letech 1869–1921 Žíšov byl jako osada obce k Nové Vsi u Mladé Vožice v okrese Tábor. V letech 1930–1950 byl obcí v okrese Tábor (1880–1930) a později v okrese Votice. V letech 1961–1990 patřil jako část obce k Oldřichovu a od 24. listopadu 1990 je opět samostatnou obcí.

### Obecní symboly
Znak a vlajka byly obci uděleny rozhodnutím předsedy Poslanecké sněmovny Parlamentu České republiky dne 14. prosince 2018.

## Galerie

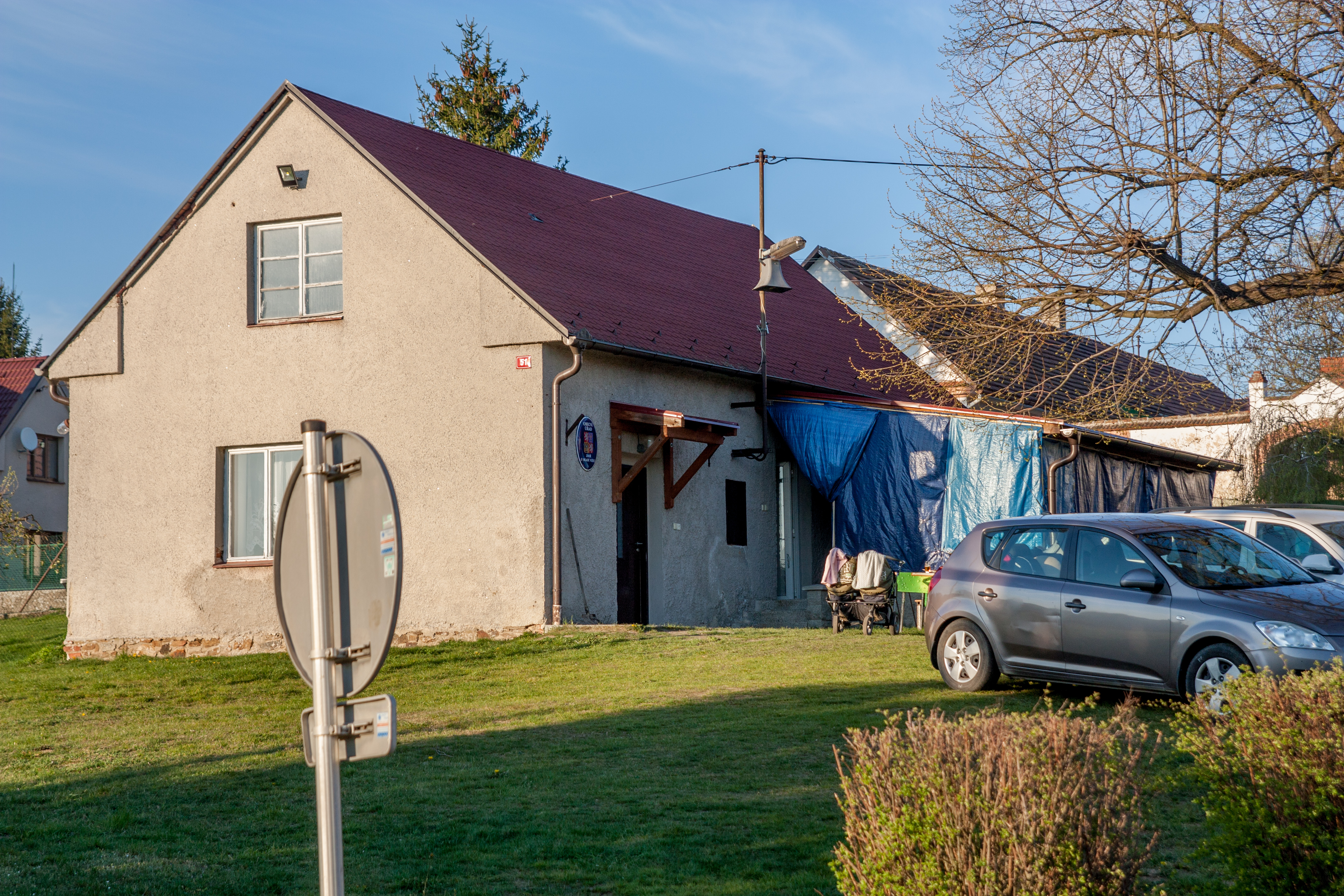
Obecní úřad
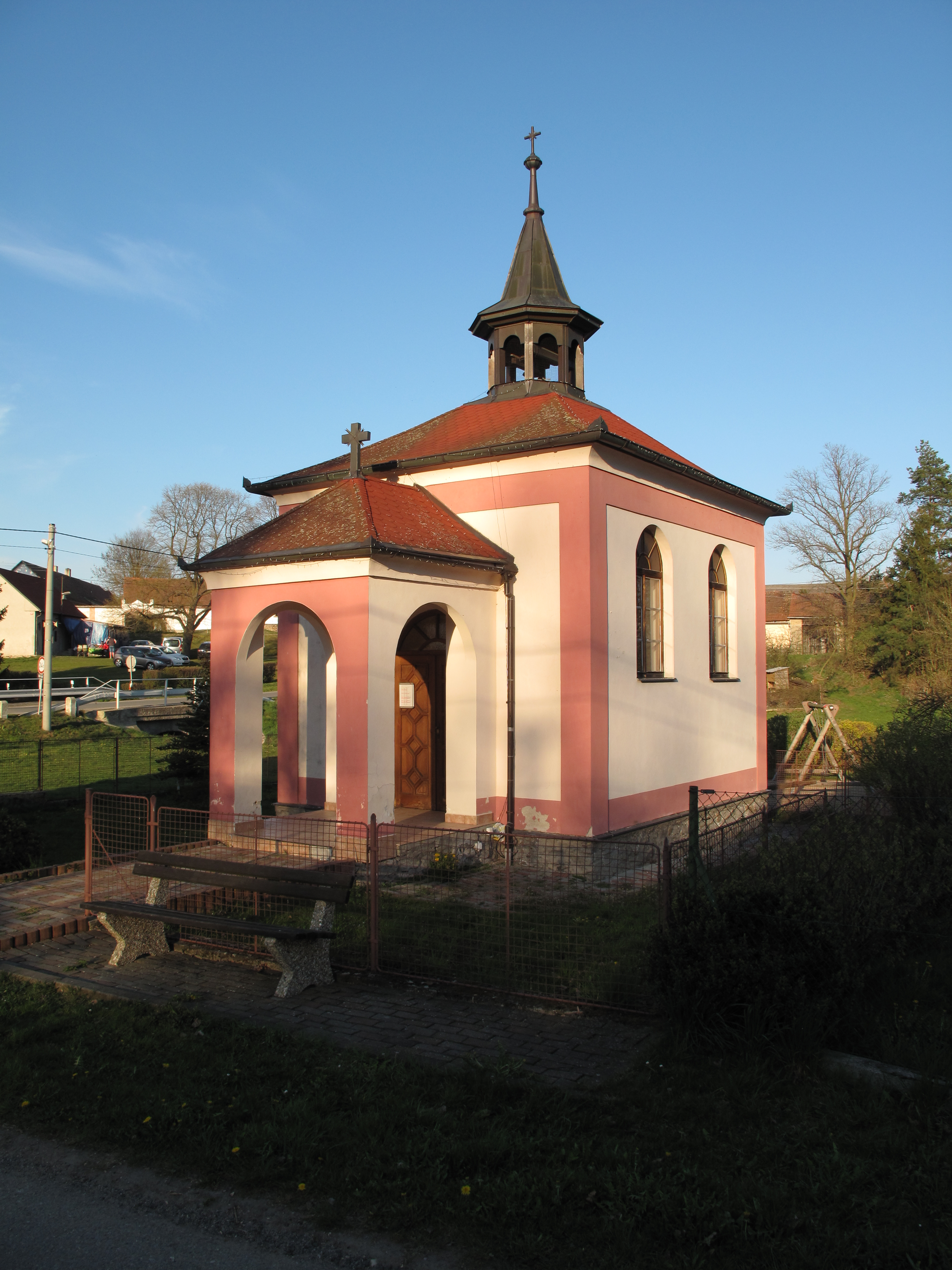
Kaplička
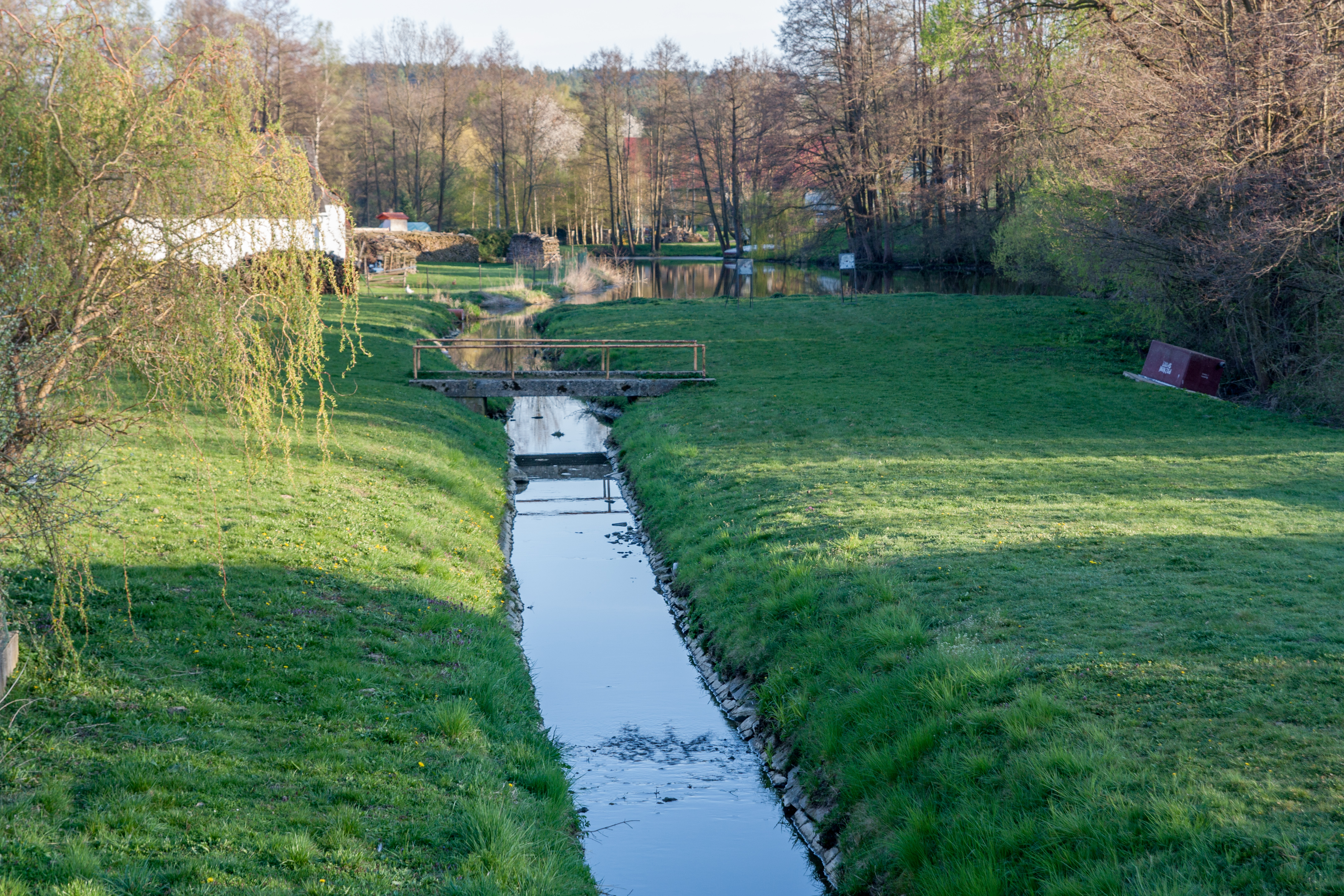
Zhořský potok
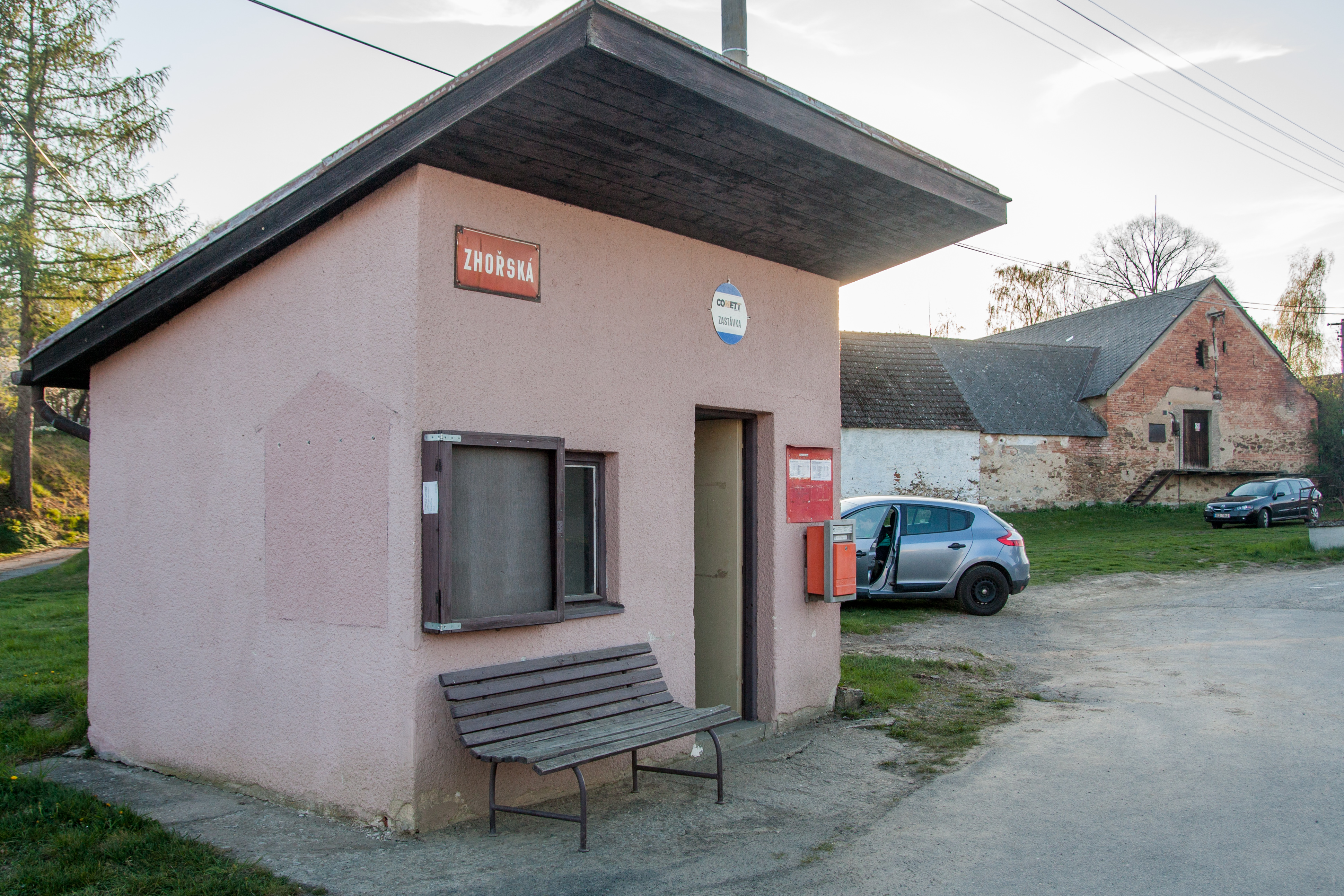
Autobusová zastávka
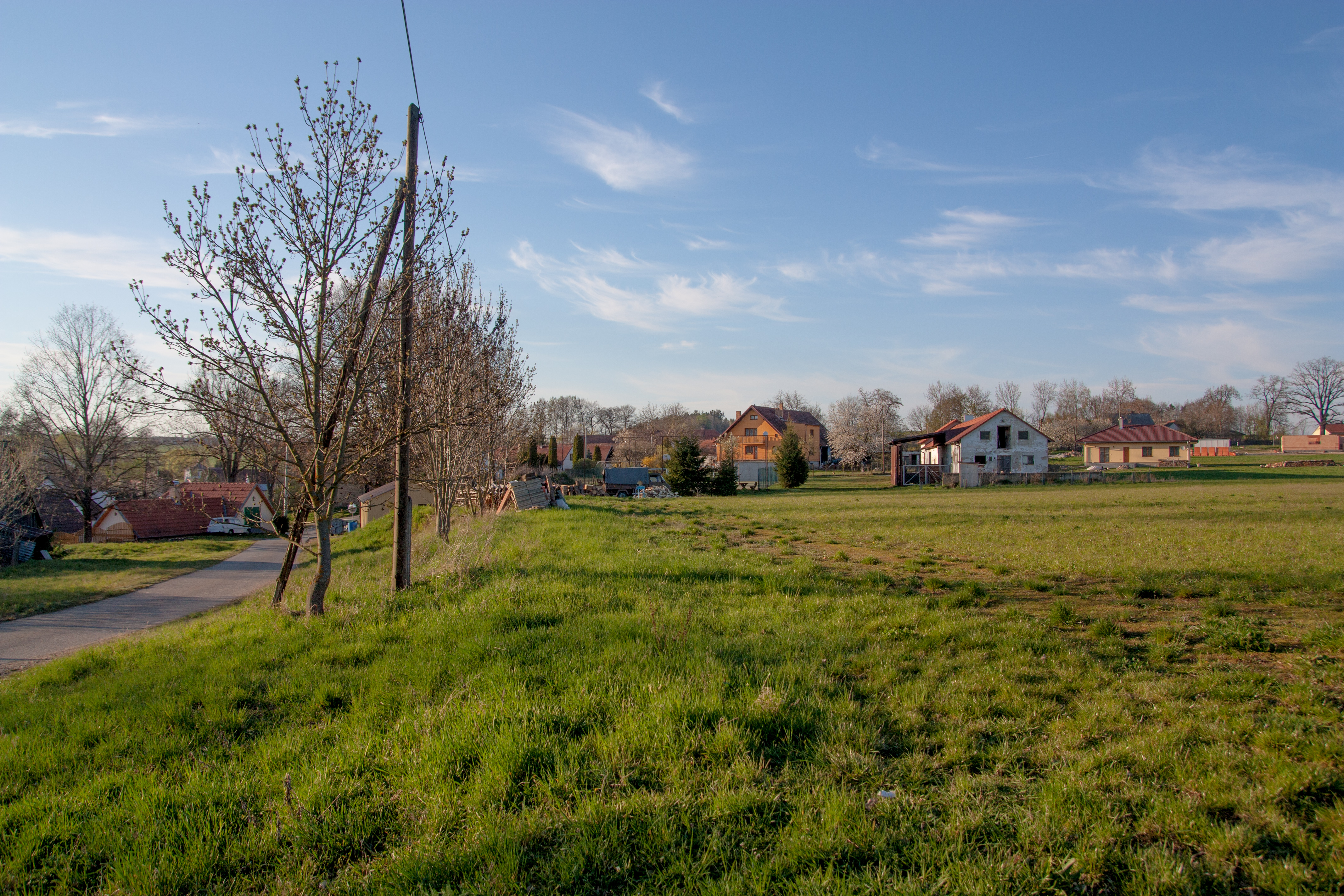
Pohled na obec od Vrážné